# Syngrapha angulidens
Syngrapha angulidens är en fjärilsart som beskrevs av Smith 1891. Syngrapha angulidens ingår i släktet Syngrapha och familjen nattflyn. Inga underarter finns listade i Catalogue of Life.

## Bildgalleri

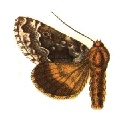
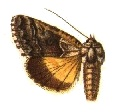